# (2238) Steshenko
(2238) Steshenko (1972 RQ1) – planetoida z pasa głównego asteroid okrążająca Słońce w ciągu 5,36 lat w średniej odległości 3,06 au. Odkryta 11 września 1972 roku.